# Абай (Узункольський район)
Аба́й (каз. Абай) — село у складі Узункольського району Костанайської області Казахстану. Входить до складу Єршовського сільського округу.
Населення — 89 осіб (2021; 242 у 2009, 300 у 1999, 296 у 1989).
Колишня назва — Ітсари.